# Groupement II/1 de Gendarmerie mobile
Le groupement  II/1 de Gendarmerie mobile (GGM II/1) fait partie de la Région de Gendarmerie d'Île-de-France (RGIF). Il est commandé par un général de gendarmerie. Son état-major est implanté à Maisons-Alfort (Val-de-Marne) depuis 2012.
Il comprend 11 escadrons de marche, 1 escadron de sécurité et d'appui et la musique de la gendarmerie mobile, ce qui en fait la formation la plus importante de la gendarmerie mobile en termes d'effectifs.

## Missions

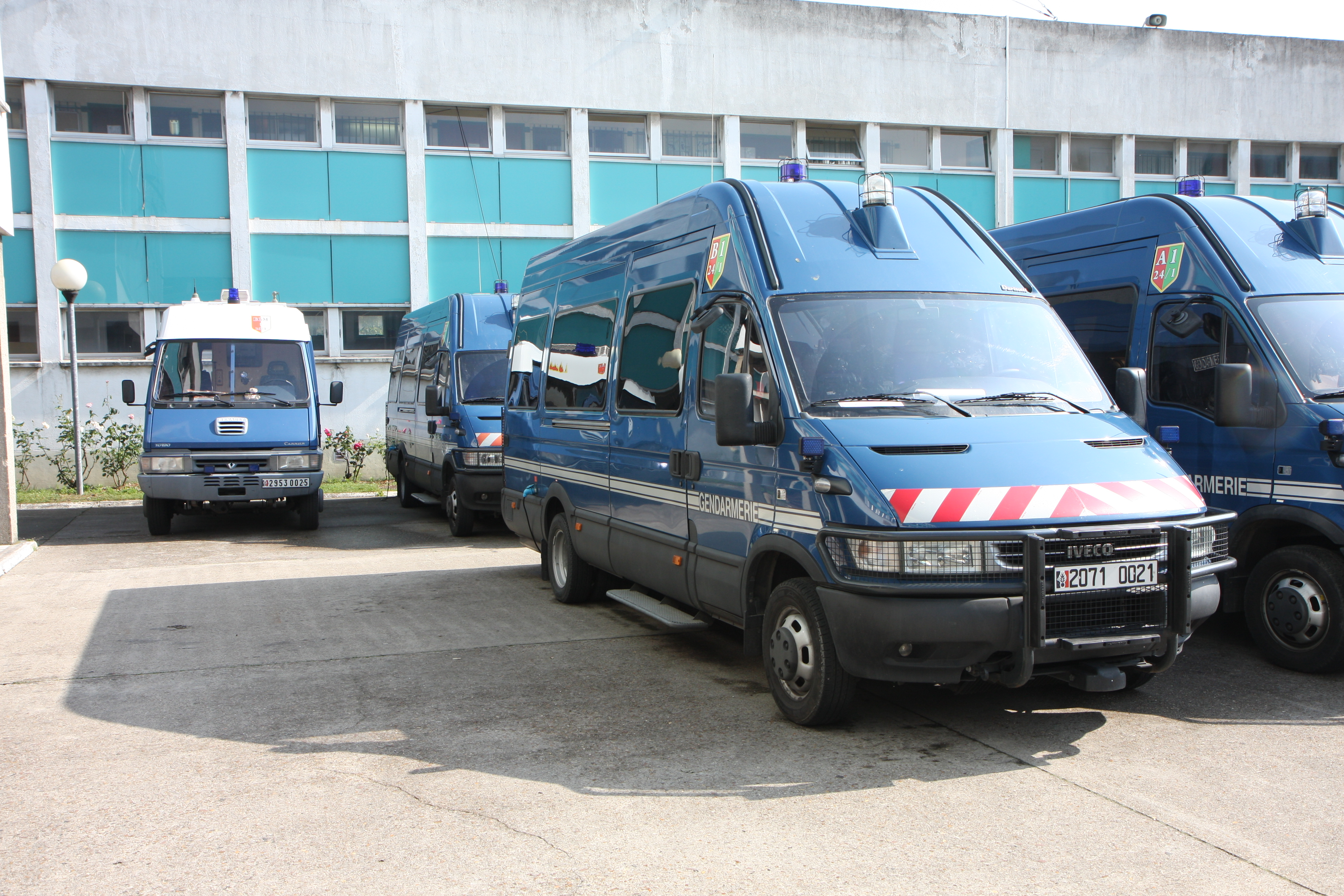
Véhicules d'un escadron GM à Maisons-Alfort.

Le GGM II/1 assure les missions classiques d'un groupement de gendarmerie mobile :
- Maintien et rétablissement de l'ordre sur le territoire métropolitain et outre-mer
- Renforts à la gendarmerie départementale.
- Formation
- Opérations extérieures (OPEX)

De plus, il comprend une unité spécialisée dans les missions de sûreté en région parisienne, l'escadron de sécurité et d'appui (ESA) ainsi que la musique de la gendarmerie mobile.

## Organisation

### Implantation des unités
| \| 250 km1:11 932 000 Groupement Escadron(s) \| |
| 250 km1:11 932 000 Groupement Escadron(s)       |

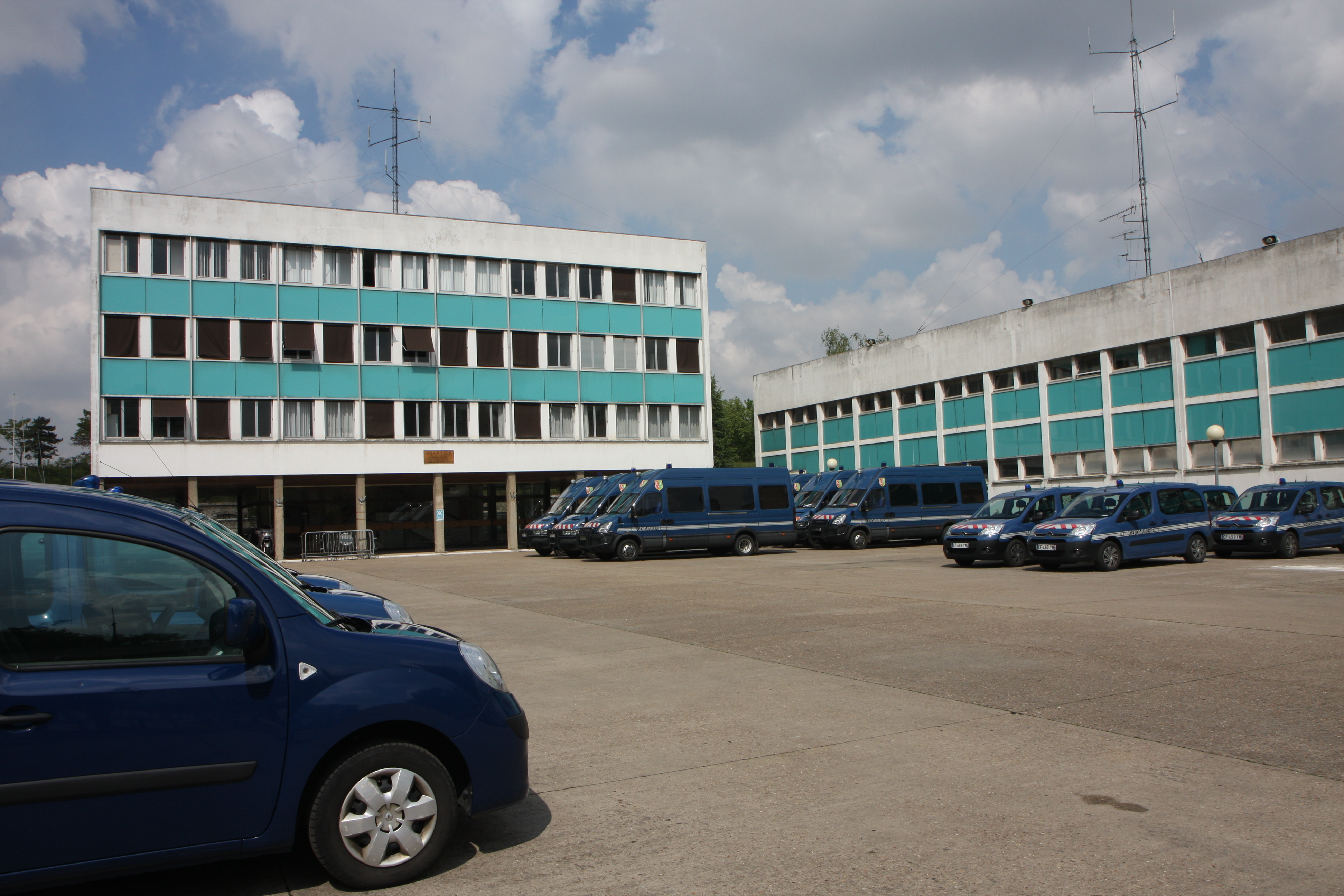
Le quartier Mohier à Maisons-Alfort

- Quartier Lemaître à Melun (Seine-et-Marne)
  - EGM 21/1
  - EGM 211/1
- Caserne de Rose à Dugny (Seine-Saint-Denis)
  -  EGM 22/1
- Fort de Rosny à Rosny-sous-Bois (Seine-Saint-Denis)
  - EGM 23/1
  - EGM 20/1
- Quartier Mohier à Maisons-Alfort (Val-de-Marne)
  - État-major du groupement
  - EGM 24/1
  -  EGM 25/1
  -  EGM 26/1
  - Escadron de sécurité et d'appui
- Caserne Lieutenant Lenfant à Ivry-sur-Seine
  -  Musique de la gendarmerie mobile
- Quartier Camille Mathieu à Drancy (Seine-Saint-Denis)
  - EGM 27/1
  - EGM 28/1
  - EGM 29/1

### Unités particulières
Le groupement comporte deux unités spécialisées :

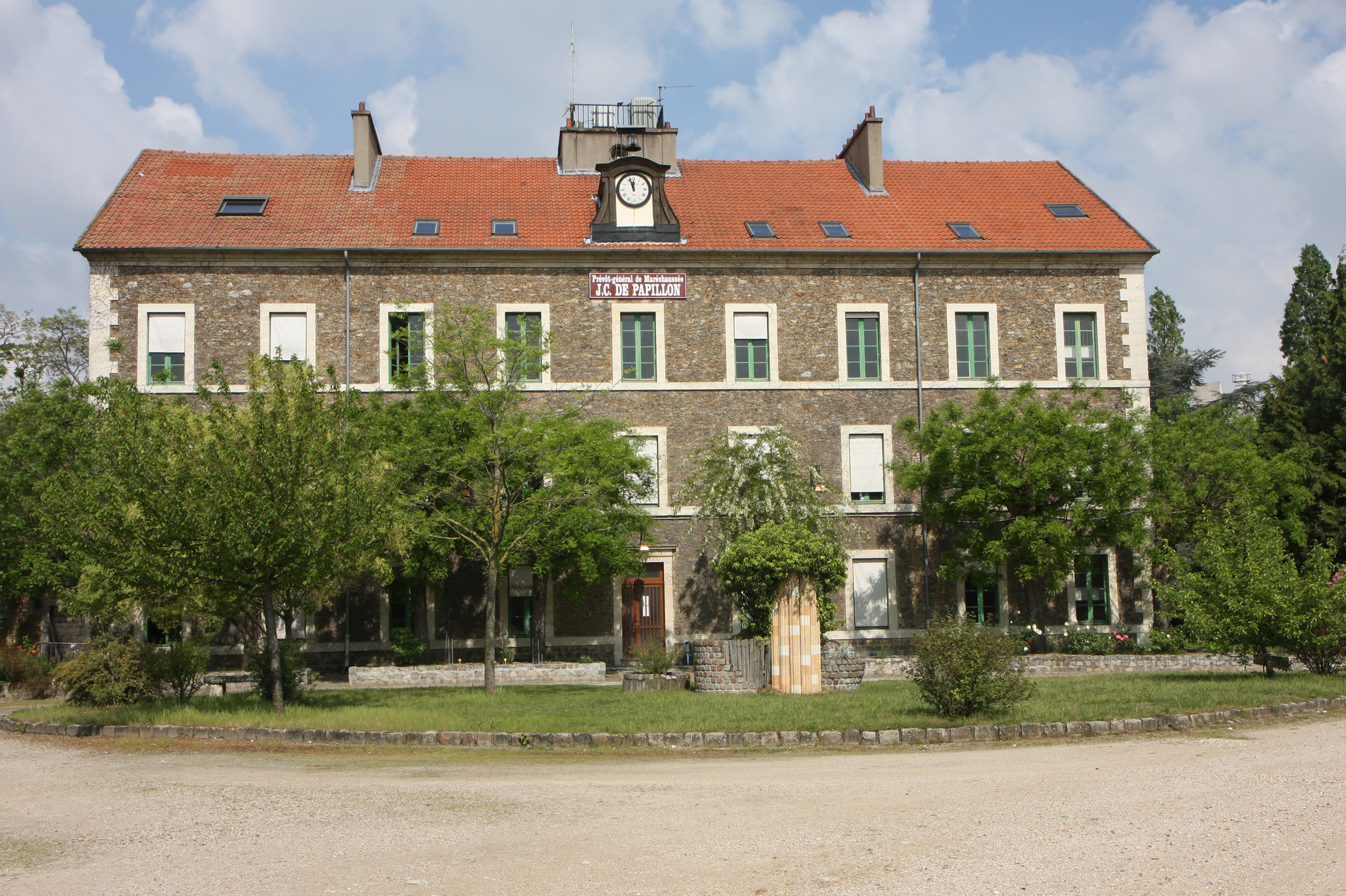
Bâtiment "Prévôt-général de Maréchaussée J.C. de Papillon". Fort de Charenton - Maisons-Alfort

#### La Musique de la gendarmerie mobile
La Musique de la gendarmerie mobile fait partie des musiques militaires de la place de Paris, placée sous l’autorité du Commandant de la Région de Gendarmerie de Paris et du Gouverneur militaire de Paris. À ce titre, elle accompagne les grandes cérémonies de la capitale pour les plus hautes autorités de l’État. Ses missions comprennent aussi les concerts, festivals et grandes manifestations culturelles auxquels elle est régulièrement invitée. De plus, elle participe aux prises d’armes et défilés au profit de la Gendarmerie Nationale.
Créée en 1934, la Musique de la gendarmerie mobile, est implantée sur le site d'Ivry-sur-Seine.

#### L'escadron de sécurité et d'appui
Créé par arrêté du 18 juin 2012, l'escadron de sécurité et d'appui (ESA) reprend une partie des missions préalablement assurées par les escadrons 42/1 et 43/1, implantés respectivement à Malakoff et Issy-les-Moulineaux, qui ont été dissous à la même date.

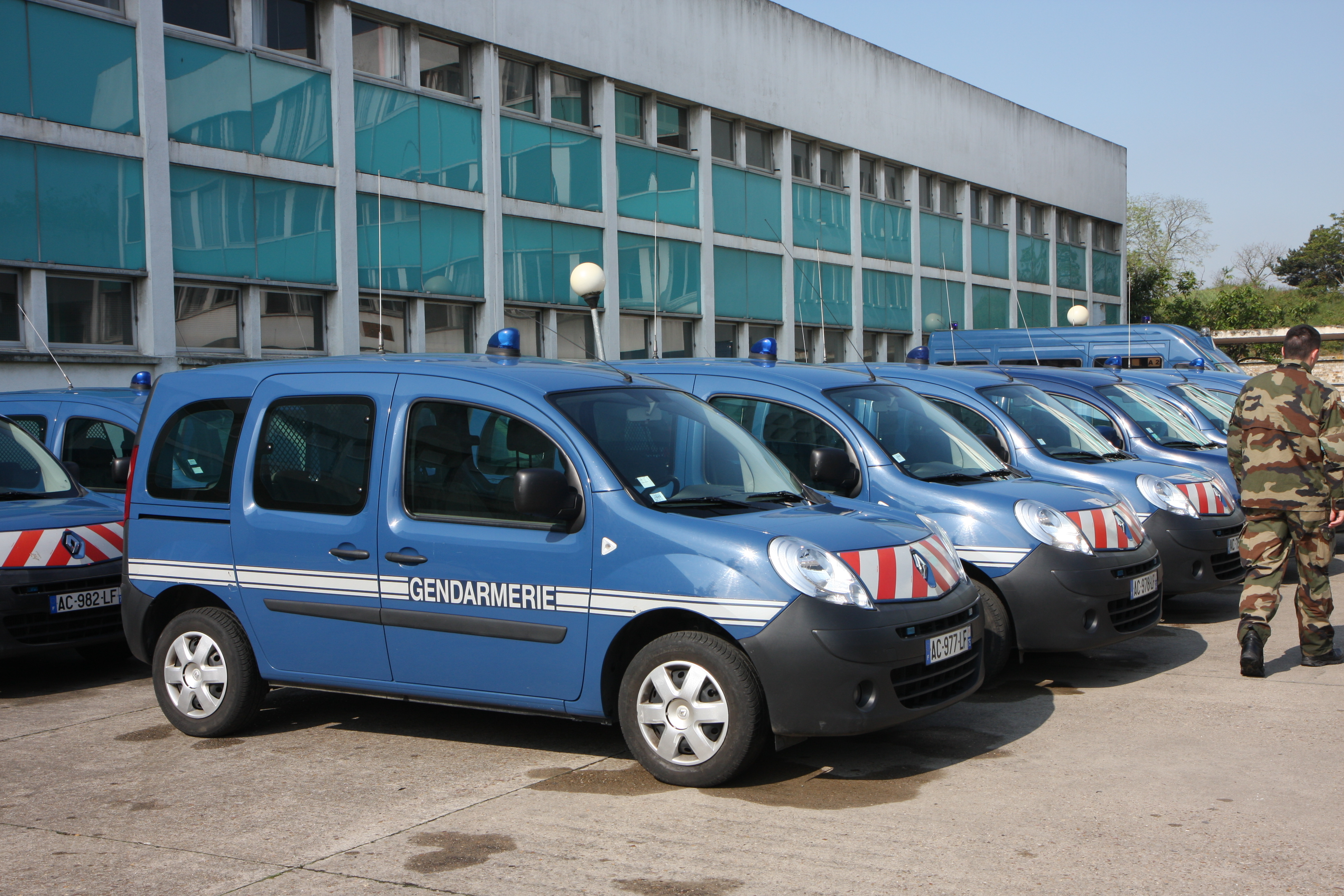
Véhicules utilisés pour les renforts à la Gendarmerie départementale

Commandée par un chef d'escadron (CEN), l'unité comporte un effectif d'environ 4 officiers et 240 hommes répartis entre un peloton hors rang (PHR) et quatre pelotons de sécurité spécialisés chacun dans une mission particulière en région parisienne. De ce fait, contrairement aux escadrons dits "de marche" de la gendarmerie mobile, l'unité ne se déplace pas et n'effectue pas de maintien de l'ordre. Par ailleurs, elle comporte un assez fort pourcentage de gendarmes adjoints volontaires (GAV) qui sont répartis dans certains des pelotons de sécurité.[réf. nécessaire]
- Peloton Hors Rang
- Peloton de sécurité de l'Hôtel national des Invalides[5]
- Peloton de sécurité du siège de la Banque de France[6]
- Peloton de sécurité du site de Maisons-Alfort[6]
- Peloton de sécurité du Groupement interministériel de contrôle[7]

## Historique

### Chronologie
Le 2e groupement de gendarmerie mobile est créé le 1er juillet 1967 à Maisons-Alfort lors d'une réorganisation qui voit la dissolution des légions de gendarmerie mobile et leur remplacement par 23 groupements GM. Il comprend 6 escadrons répartis également entre deux groupes d'escadrons implantés respectivement à Maisons-Alfort et à Melun. Les groupes d'escadrons seront dissous respectivement en 1985 (Maisons-Alfort) et 1991 (Melun).
Le 1er décembre 1973 est créée au sein du groupe d'escadrons I/2 de Maisons-Alfort une équipe commando régionale d'intervention (ECRI) qui sera renommée GIGN 1 le 16 avril 1974 avant de fusionner le 1er juin 1976 avec le GIGN 4 de Mont-de-Marsan. La nouvelle unité résultant de cette fusion, baptisée GIGN, restera à Maisons-Alfort jusqu'en 1982, date de son déménagement à Satory, où elle sera rattachée d'abord au groupement blindé de gendarmerie mobile (GBGM) puis, à un nouveau groupement de sécurité et d'intervention de la gendarmerie nationale (GSIGN) lors de sa création le 1er janvier 1984.
En 1990, une brigade motorisée de gendarmerie mobile (BMO-GM) est créée au sein de l'escadron 22/1 de Melun dans le cadre d'un plan gouvernemental de renforcement de la lutte contre la délinquance routière. Cette unité sera dissoute, comme l'ensemble des brigades identiques (une par région) le 1er juillet 2000.
Le 1er septembre 1991, à l'occasion de la réorganisation nationale de la gendarmerie mobile, le groupement est dissous et recréé à Melun sous l'appellation de Groupement II/1 de gendarmerie mobile . Ses escadrons sont renumérotés comme suit :
| ancienne numérotation                    | nouvelle numérotation 1991               | localisation   |
| 1er groupe d'escadrons (dissous en 1985) | 1er groupe d'escadrons (dissous en 1985) | Maisons-Alfort |
| Escadron 1/2                             | EGM 24/1                                 | Maisons-Alfort |
| Escadron 2/2                             | EGM 25/1                                 | Maisons-Alfort |
| Escadron 3/2                             | EGM 26/1                                 | Maisons-Alfort |
| 2e groupe d'escadrons (dissous en 1991)  | 2e groupe d'escadrons (dissous en 1991)  | Melun          |
| Escadron 4/2                             | EGM 21/1                                 | Melun          |
| Escadron 5/2                             | EGM 22/1                                 | Melun          |
| Escadron 6/2                             | EGM 23/1                                 | Melun          |

L'état-major du groupement, implanté à Melun (Seine-et-Marne) jusqu'en 2012, déménage à Maisons-Alfort (Val-de-Marne) cette même année.
Dans le cadre de la révision générale des politiques publiques (RGPP), l'escadron 23/1 de Melun est dissous le 1er novembre 2010. Il sera recréé à Aubervilliers en 2012 (en fait c'est l'ancien EGM 32/1 voir ci-dessous). De plus, le groupement II/1 accueille :
- 4 des 5 escadrons du groupement III/1 d'Aubervilliers, qui a été dissous en 2012[9] (le 5e, l'EGM 31/3 Aubervilliers est dissous le 1er septembre 2011 par arrêté du 1er décembre 2010) [10].
- une nouvelle formation, l'escadron de sécurité et d'appui (ESA - voir ci-dessus) créée à la suite de la dissolution du groupement IV/1 en juin 2012
- la musique de la gendarmerie mobile (également à la suite de la dissolution du groupement IV/1 en juin 2012).

Les deux escadrons de réserve de gendarmerie mobile (ERGM) attachés au groupement sont dissous en 2015 dans le cadre de la réorganisation des réserves de la gendarmerie nationale.
Le 15 mai 2024, le sous-officier Nicolas Molinari est tué d'un tir par balle durant les émeutes Nouvelle-Calédonie.

### Projections OPEX récentes
Au cours des dix dernières années (ie depuis 2006), le groupement ou certains de ses escadrons ont été projetés sur les théâtres d'opérations extérieures (OPEX) suivants : 

#### État-major du groupement GGM II/1
- Fin 2006 - début 2007 : Côte d'Ivoire

#### Escadrons ou pelotons
- 2001 - EGM 21/1 : Kosovo
- 2004 - EGM 21/1 et 24/1 : Côte d'Ivoire
- 2009 - EGM 26/1 : Côte d'Ivoire et Kosovo
- 2010 - EGM 23/1 : Haïti (tremblement de terre)
- Fin 2012 - début 2013 - EGM 24/1 - Afghanistan - Irak - Mali
- 2014 - EGM 29/1 (1 peloton) - Irak
- Fin 2014 - début 2015 - EGM 28/1 - Irak - République centrafricaine

### Appellations
- 2e Groupement de gendarmerie mobile (1967-1991)
- Groupement II/1 de gendarmerie mobile (depuis 1991)

### Chef de corps
- 2e Groupement de gendarmerie mobile (1967-1991)
  - 1967-1970 : colonel Poirier
  - 1970-1972 : colonel Berrod
  - 1972-1974 : lieutenant-colonel Charlot
  - 1974-1976 : colonel Tietard
  - 1976-1981 : colonel Beaudonnet
  - 1981-1982 : colonel Cottineau
  - 1982-1986 : colonel Bernot
  - 1986-1989 : lieutenant-colonel Laborie
  - 1989-1991 : lieutenant-colonel Lemaire

- Groupement II/1 de gendarmerie mobile (depuis 1991)
  - 1991-1995 : lieutenant-colonel Chaduteau
  - 1995-1997 : lieutenant-colonel Martini
  - 1998-2001 : lieutenant-colonel Fourcade
  - 2001-2003 : lieutenant-colonel Personne
  - 2003-2006 : lieutenant-colonel Bourbon
  - 2006-2010 : lieutenant-colonel Hogedez
  - 2010-2013 : colonel Voillot
  - 2013-2016 : colonel Vankerrebrouck
  - 2016-2019 : colonel Di Meo
  - 2019-2022 : général de brigade Caminade
  - 2022- : général de brigade Voillot

### Unités créées, déplacées, renumérotées ou dissoutes
- L'EGM 211/1 a été créé en novembre 2023 - cf Bulletin officiel du ministère de l'intérieur (BOMI) du 10 novembre 2023
- L'EGM 20/1 a été créé en juillet 2016 - cf Bulletin officiel du ministère de l'intérieur (BOMI) du 18 avril 2016
- L'EGM 22/1 précédemment basé à Melun avec l'escadron 21/1, a été déplacé à Dugny par arrêté du 21 janvier 2015. Il y est implanté depuis le 1er juillet 2015.
- L'EGM 23/1 Melun a été dissous le 1er novembre 2010[11] (la numérotation sera reprise par l'ancien EGM 32/1 d'Aubervilliers après dissolution du groupement III/1 en septembre 2012)
- L'EGM 27/1 était précédemment l'EGM 34/1 avant dissolution du groupement III/1 en septembre 2012
- L'EGM 28/1 était précédemment l'EGM 35/1 avant dissolution du groupement III/1 en septembre 2012
- L'EGM 29/1 était précédemment l'EGM 33/1 avant dissolution du groupement III/1 en septembre 2012
- 2 pelotons portés de l’escadron de gendarmerie mobile 23/1 d’Aubervilliers chargés des escortes des convois de la Banque de France ont été dissous en avril 2015 (mission assurées depuis par les escadrons de la région parisienne).
- L'ERGM 122/1 (Melun) a été dissous le 1er avril 2015 dans le cadre de la réorganisation des réserves de la gendarmerie. Les escadrons de réserve de gendarmerie mobile (ERGM) ont été dissous et les réserves sont organisées en compagnies de réserves territoriales (CRT).
- L'ERGM 124/1 (Maisons-Alfort), créé en 2001, a été dissous le 1er avril 2015 dans le cadre de la réorganisation des réserves de la gendarmerie (voir ci-dessus).
- Le peloton de sécurité du Palais de Justice de Paris de l'ESA a été dissous à la suite du transfert du Tribunal de Grande Instance dans ses nouveaux locaux en 2018 (mission désormais assurée par la Police nationale)